# Reset (computer)
Een reset of herstart is het opnieuw (vanaf het beginpunt) starten van een apparaat of een elektronische schakeling.
De meeste bekende reset is de reset-knop op de computer. Voor een computer zijn verschillende soorten van herstarten te onderscheiden:
- harde herstart ('hard-reset'), via een knop die de computer reset (hardwarematig).
- zachte herstart ('soft-reset'), via het toetsenbord waardoor een programma de opdracht geeft om de computer te resetten (softwarematig).